# Сигма-кільце
У математиці непуста сім'я множин {\displaystyle {\mathcal {R}}} називається σ-кільцем якщо вона є замкнутою щодо операцій зліченного об'єднання і доповнення множин.

## Формальне означення
Нехай {\displaystyle {\mathcal {R}}} — непуста сім'я множин. Тоді {\displaystyle {\mathcal {R}}} є σ-кільцем якщо:
1. {\displaystyle \bigcup _{n=1}^{\infty }A_{n}\in {\mathcal {R}}} якщо {\displaystyle A_{n}\in {\mathcal {R}}} для всіх {\displaystyle n\in \mathbb {N} }
2. {\displaystyle A\setminus B\in {\mathcal {R}}} якщо {\displaystyle A,B\in {\mathcal {R}}}

Якщо в першій властивості замість зліченного об'єднання розглядати скінченне (тобто {\displaystyle A\cup B\in {\mathcal {R}}} якщо {\displaystyle A,B\in {\mathcal {R}}}), тоді {\displaystyle {\mathcal {R}}} є кільцем але не σ-кільцем. Таким чином σ-кільце є кільцем, що задовольняє умову зліченного об'єднання.

## Властивості
Із цих двох властивостей відразу випливає
{\displaystyle \bigcap _{n=1}^{\infty }A_{n}\in {\mathcal {R}}} if {\displaystyle A_{n}\in {\mathcal {R}}} для всіх {\displaystyle n\in \mathbb {N} }
Це є наслідком того, що {\displaystyle \cap _{n=1}^{\infty }A_{n}=A_{1}\setminus \cup _{n=2}^{\infty }(A_{1}\setminus A_{n})}.

## Застосування в теорії міри
σ-кільця можна застосовувати замість σ-алгебр у теорії міри, якщо немає необхідності у вимірності універсальної множини.
σ-кільце {\displaystyle {\mathcal {R}}} підмножин множини {\displaystyle X} породжує σ-алгебру на {\displaystyle X}. Позначимо {\displaystyle {\mathcal {A}}} сім'ю підмножин {\displaystyle X,} що є елементами {\displaystyle {\mathcal {R}}} або їх доповнення є елементами {\displaystyle {\mathcal {R}}}. Тоді {\displaystyle {\mathcal {A}}} є σ-алгеброю підмножин {\displaystyle X}. Також {\displaystyle {\mathcal {A}}} є мінімальною σ-алгеброю, що містить.